# Letiště Örnsköldsvik
Letiště Örnsköldsvik (švédsky Örnsköldsvik flygplats) kód IATA: OER, kód ICAO: ESNO) je letiště v severním Švédsku (v kraji Västernorrland), v lokalitě Husum, na hranici mezi farnostmi Arnäs a Gideå, asi 25 severovýchodně od města Örnsköldsvik, které je sídlem stejnojmenné municipality a po kterém je letiště pojmenováno. Město Örnsköldsvik je také  východiskem do Höga kusten (doslova Vysoké pobřeží), což je přírodní památka zařazená do Seznamu světového dědictví organizace UNESCO. Územím (mezi městy Örnsköldsvik a Härnösand) vede skoro 130 km dlouhá dálková turistická trasa Höga kustenleden. Unikátem letiště Örnsköldsvik je řízení jeho provozu na dálku z asi 130 km vzdáleného letiště Sundsvall-Timrå (první takto řízené letiště na světě). Podle počtu přepravených cestujících (85 541 v roce 2019) patří letiště mezi menší ve Švédsku (21. letiště) a v tomto roce se zde uskutečnilo 1289 vzletů a přistání.

## Historie a současnost
Dohoda o výstavbě letiště mezi švédskou správou civilního letectví a obcemi Örnsköldsvik, Grundsunda, Själevad a Arnäs byla uzavřena 5. ledna 1960, obce zajistily pozemky a švédská správa civilního letectví vlastní stavbu. Náklady byly odhadnuty na 5 milionů SEK, obce se na nich podílely částkou 3,2 milionu SEK. Letiště bylo slavnostně otevřeno v roce 1961 a jediné pravidelné vnitrostátní odlety směřovaly na tehdy úplně nové letiště Stockholm-Arlanda. V průběhu let byly nepravidelně provozovány též sezonní turistické chartery, především do různých přímořských destinací, jejich skladba se během let různě měnila.
V roce 2000 byl zaznamenán největší počet přepravených cestujících v historii letiště (165 712). Letiště bylo významně přestavěno v letech 2003–2004, mimo jiné byla postavena nová věž pro řízení letového provozu, nová odletová a příletová hala, vzletová a přistávací dráha byla rozšířena a prodloužena z 1804 metrů na 2014 metrů. V srpnu 2012 nasadila státem vlastněná železniční společnost SJ AB na trať mezi Örnsköldsvikem a Stockholmem rychlovlaky X2000 s aktivním naklápěním vozové skříně, které vzdálenost urazí za 5,5 hodiny, které se tak staly přímou konkurencí letecké dopravě.

### Změna vlastníka letiště
Až do roku 2011 letiště patřilo mezi 16 přímo vlastněných švédským státem. Ale již v roce 2009 bylo rozhodnuto oddělit řízení letového provozu od provozu letišť, součástí rozhodnutí o vzniku nové společnosti Swedavia byl též záměr přenést vlastnická práva pro 6 menších letišť na místní nebo regionální samosprávu a ve státním vlastnictví ponechat pouze deset letišť. Rozhodnutí o vytvoření společnosti Swedavia potvrdil švédský parlament na podzim roku 2009, když schválil vládní návrh zákona. Vlastnická práva na letiště Örnsköldsvik tak byla v roce 2011 převedena na samosprávnou obec (municipalitu) Örnsköldsvik, která založila společnost Örnsköldsvik Airport AB, jež je současným provozovatelem letiště.

### Dálkové řízení letového provozu
31. října 2014 letiště Örnsköldsvik získalo povolení pro dálkové řízení letového provozu (jako vůbec první na světě), od dubna 2015 je systém v běžném provozu. Provoz na letišti je tak řízen z většího, jižněji položeného a necelých 130 kilometrů vzdáleného letiště Sundsvall-Timrå. Technologie vyvinutá společností Saab a nazvaná Saab Remote Tower System (RTS) má dvě hlavní části. První je nainstalována na letišti, které bude na dálku řízeno a skládá se z kamer o vysokém rozlišení, mikrofonů, signálních světel, meteorologických senzorů a dalšího vybavení. Všechny takto získané informace jsou přenášeny v reálném čase do druhé části systému, nazvaného Remote Tower Center (RTC), kde lidé řídí letový provoz víceméně obvyklým způsobem, až na to, že veškeré informace získávají na dálku. Po úspěšném nasazení systému na letišti Örnsköldsvik se plánuje jeho využití na dalších švédských letištích a o systém projevily zájem i jiné země.

### Letecké společnosti a destinace
Následující letecké společnosti provozují pravidelné nebo charterové lety do těchto destinací.
| Letecká společnost | Destinace/letiště               |
| ------------------ | ------------------------------- |
| Amapola Flyg       | Stockholm-Arlanda               |
| Croatia Airlines   | Sezónní chartery: letiště Split |

## Statistiky letiště
Z tabulky 2 je vidět, že v letech 2011–2019 počet cestujících kolísal poměrně nepravidelně v rozmezí přibližně 71 až 90 tisíc. V roce 2020 (v důsledku pandemie covidu-19, došlo k mimořádnému poklesu počtu cestujících téměř na všech letištích, ale na letišti Örnsköldsvik byl ještě vyšší a přesáhl 80 procent. Také v roce 2021 lze na všech letištích opět očekávat výrazně nižší počty cestujících než v letech 2011–2018.
| Rok  | Cestujících | Bazický index (2011 = 100) | Meziroční změna [%] |
| ---- | ----------- | -------------------------- | ------------------- |
| 2011 | 90 885      | 100                        | ▲5,3                |
| 2012 | 85 591      | 94                         | ▼-5,8               |
| 2013 | 80 123      | 88                         | ▼-6,4               |
| 2014 | 84 088      | 93                         | ▲4,9                |
| 2015 | 81 182      | 89                         | ▼-3,5               |
| 2016 | 76 178      | 84                         | ▼-6,2               |
| 2017 | 71 535      | 79                         | ▼-6,1               |
| 2018 | 89 562      | 99                         | ▲25,2               |
| 2019 | 85 541      | 94                         | ▼-4,5               |
| 2020 | 14 976      | 16                         | ▼-82,5              |